# Kellen Moore
Kellen Moore (Prosser, 12 luglio 1989) è un ex giocatore di football americano statunitense che militò nel ruolo di quarterback nella National Football League (NFL). Dal 2025 è il capo allenatore dei New Orleans Saints.

## Carriera universitaria
Al college Moore giocò a Boise State, dove stabilì il record di tutti i tempi della NCAA per vittorie da parte di un quarterback, 50, a fronte di tre sole sconfitte. Nel 2010 si classificò al quarto posto nelle votazioni dell'Heisman Trophy. A lui era dedicato il Kellen Moore Award, assegnato al miglior quarterback nel college football, che si aggiudicò due volte con il vecchio nome di "Quarterback of the Year Award".

## Carriera professionistica

### Detroit Lions
Dopo non essere stato scelto nel Draft NFL 2012, Moore firmò con i Detroit Lions, dove passò tre anni come riserva di Matthew Stafford, senza mai scendere in campo.

### Dallas Cowboys
Il 6 settembre 2015, Moore firmò con la squadra di allenamento dei Dallas Cowboys. Il 2 dicembre fu promosso nel roster attivo, debuttando nel football professionistico quando rilevò l'inefficace Matt Cassel nella settimana 15 contro i New York Jets. La sua prima gara in carriera, persa per 16-19, terminò con 15 passaggi completati su 21 tentativi per 158 yard, un passaggio da touchdown per Dez Bryant e tre intercetti subiti. Nel turno successivo contro i Buffalo Bills fu nominato titolare, passando 186 yard nella sconfitta. Nell'ultima gara della stagione, persa contro i Redskins, Moore passò 435 yard, il massimo in quella giornata nella NFL, con 3 touchdown e 2 intercetti subiti.

## Statistiche
| Partite totali      | 3    |
| Partite da titolare | 2    |
| Yard lanciate       | 779  |
| Touchdown           | 4    |
| Intercetti subiti   | 6    |
| Passer rating       | 71,0 |

Statistiche aggiornate alla stagione 2015